# Mimacraea darwinia
Mimacraea darwinia är en fjärilsart som beskrevs av Butler 1872. Mimacraea darwinia ingår i släktet Mimacraea och familjen juvelvingar. IUCN kategoriserar arten globalt som livskraftig. Inga underarter finns listade i Catalogue of Life.